# سوالف طفاش (مسلسل)
سوالف طفاش هو مسلسل بحريني كوميدي تراثي شعبي إخراج أحمد الكوهجي وبطولة علي الغرير وخليل الرميثي وسعد البوعينين وأحمد عيسى وعبدالله وليد وغادة الفيحاني وسارة البلوشي وأمينة القفاص ونورة البلوشي ونخبةً من الفنانين البحرينيين وقد حقَّق المسلسل نجاحًا كبيرًا.

## محتوى المسلسل
يتمحور المسلسل عن الشخصية الرئيسية لها و هي ( طفاش) و مغامراته اليومية التي ترسم بقالب كوميدي و طموحه الرئيسي هو فرصة الزواج على بنت جاره (عذاري) و لكنه يفتقر الى امتهان احدى المهن في مجتمعه فيساعده في هذه المهمة صديقه المخلص (جسوم) و خلال الاحداث تدور احداث لها ربط بالمواضيع المرتبطة بالمجتمع الخليجي والبحريني.

## تجربة المسلسل
يرى القائمون على العمل بانها تجربة بحرينية فريدة من نوعها كونها قائمة بطابع تراثي و تم انتاجها في قرية تراثية لكن بصبغة شبابية و عائلية محببة من قبل الجمهور و لقد نجع المسلسل و شخصياته باستقطاب الفئات الناشئة و الانجذاب للشخصيات الممثلة. و قال مخرج العمل احمد الكوهجي بآن سبب شياع و انتشار العمل هو استخدامه طريقة العرض الكوميدي الخفيف و العابر تفهم من المشاهد بشكل سريع و يستفيد من عبرتها خلال لحظات مشاهدته ومن اسباب التآثر الشديد من المسلسل من قبل المشاهد العربي هو نجاح الفنان علي الغرير في تقمص شخصية (طفاش) بشكل جذاب و ممتع و تم الاعجاب به من قبل فئة الاطفال بالخصوص بل و جميع الفئات العائلية بشكل خاص.

## شخصيات المسلسل

### الشخصيات الرئيسية
| الممثل        | الشخصية                     |
| ------------- | --------------------------- |
| علي الغرير    | طفاش                        |
| سعد البوعينين | أبو عذاري                   |
| أحمد عيسى     | حجي مكي (أبو غايب)          |
| عبد الله وليد | أبو داود                    |
| غادة الفيحاني | أم طفاش                     |
| خليل الرميثي  | جسوم (صديق طفاش)            |
| نورة البلوشي  | أم عذاري                    |
| أمينة القفاص  | أم غايب                     |
| جاسم الصايغ   | عبد الشافي                  |
| أحمد الصايغ   | النوخذة صقر                 |
| نجيب النواخذة | الخباز غلوم                 |
| سارة البلوشي  | عذاري (الجزء الاول والثاني) |
| سلوى الجراش   | عذاري (الجزء الثالث)        |
| فجر الماجد    | فطوم (بنت حجي مكي)          |

### ضيوف الشرف
| الممثل         | الشخصية              |
| -------------- | -------------------- |
| محمد عواد      | الضابط               |
| أحمد مبارك     | عبد الله (زاري عتيج) |
| عبد الله سويد  | المغازلجي            |
| أمير دسمال     | الشرطي عبد الجبار    |
| أمين الصايغ    | أمين (الحرامي)       |
| إبراهيم المنسي | التاجر أبو حسن       |
| منير سيف       | المجنون              |
| دينا الخنجي    | أم الخير             |
| حمد عتيق       | موظف البلدية         |
| صادق الشعباني  | خماس البقال          |
| مدينة البلوشي  | أم سعد               |
| حسن مكي        | حسون                 |
| نجم مساعد      | الحجامة فتون         |

## الجزء الثاني من المسلسل
بعد تحقيق المسلسل للنجاح الباهر وانتشاره في الأوساط الفضائية العربية، تم القيام بعمل جزء ثاني للمسلسل و تم عرضه لأول مرة في شهر رمضان كونه يستقطب الأسر الخليجية لمشاهدته و شارك في هذا العمل عدد كبير من الفنانين البحرينيين و عدة من الفنانين الخليجيين. و تم عرضه في التفاز في عام 2010.

## طالع أيضًا
- طفاش والأربعين حرامي (فيلم)
- سوالف طفاش: جزيرة الهلامايا (فيلم)